# دمبا دیالو
دمبا دیالو (انگلیسی: Demba Diallo؛ زادهٔ ۱۳ اکتبر ۲۰۰۰) بازیکن فوتبال اهل مالی است.
وی همچنین در تیم ملی فوتبال مالی بازی کرده است.